# Tococa stephanotricha
Tococa stephanotricha är en tvåhjärtbladig växtart som beskrevs av Charles Victor Naudin. Tococa stephanotricha ingår i släktet Tococa och familjen Melastomataceae.
Artens utbredningsområde är Peru. Inga underarter finns listade i Catalogue of Life.